# Myrmekiaphila torreya
Myrmekiaphila torreya là một loài nhện trong họ Euctenizidae. Loài này phân bố ờ Hoa Kỳ.